# Cathy McMorris Rodgers

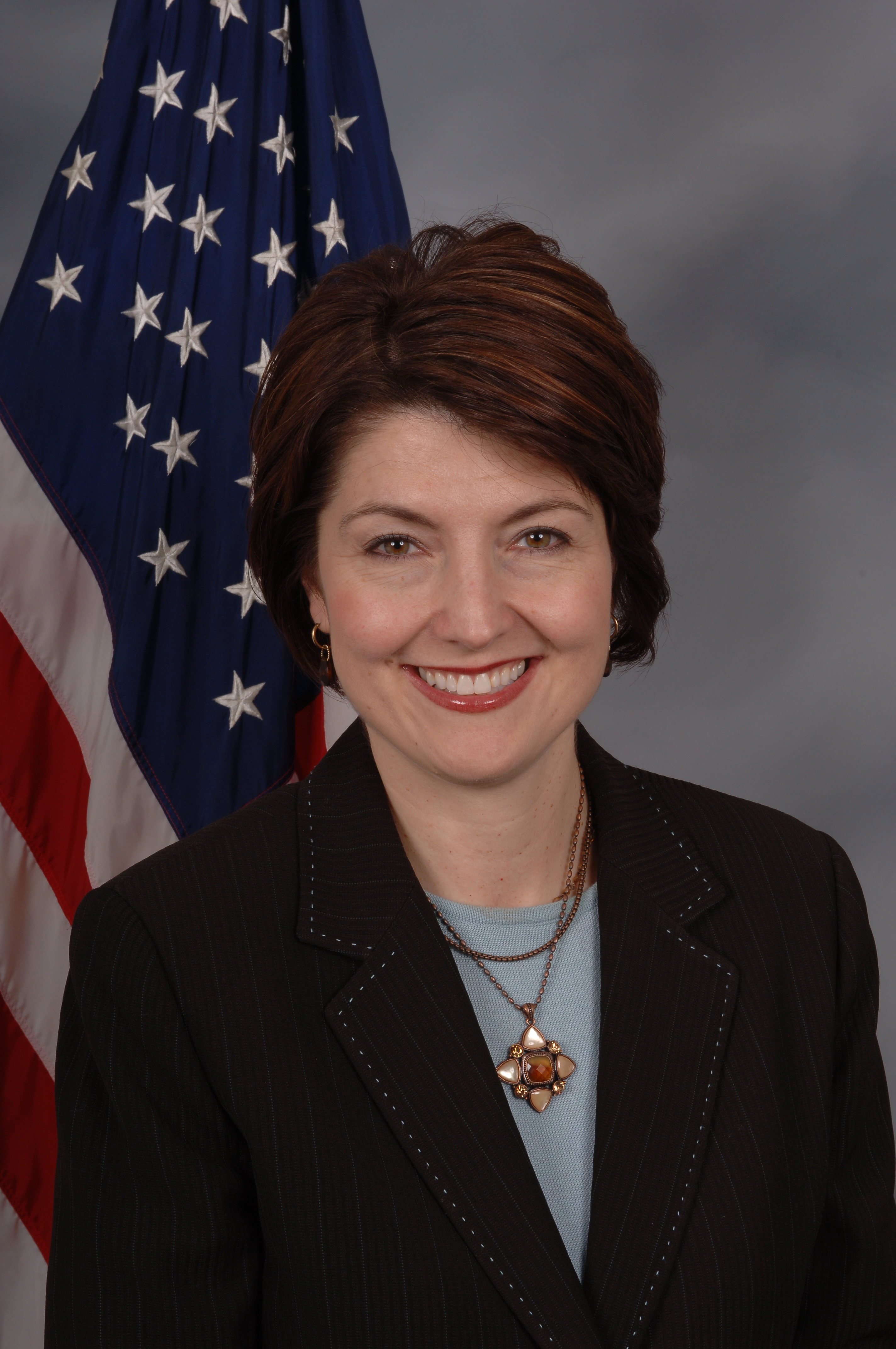
Cathy McMorris Rodgers

Cathy Anne McMorris Rodgers (* 22. Mai 1969 in Salem, Oregon) ist eine US-amerikanische Politikerin der Republikanischen Partei. Von 2005 bis 2025 vertrat sie den 5. Distrikt des Bundesstaats Washington im US-Repräsentantenhaus.

## Biografie
Cathy McMorris Rodgers wurde auf einer Farm geboren und ist dort aufgewachsen. 13 Jahre lang arbeitete sie im Familienbetrieb Peachcrest Fruit Basket Orchard in Kettle Falls. McMorris Rodgers ist eine Nachfahrin von amerikanischen Pionieren, die in den frühen 1850er Jahren über den Oregon Trail in den pazifischen Nordwesten kamen, wo die Familie ihres Vaters in der Landwirtschaft und die Familie ihrer Mutter in der Forstwirtschaft tätig war.
McMorris Rodgers erwarb 1990 einen Bachelor in Pre-Law vom Pensacola Christian College. Im Jahr 2002 machte sie den Master of Business Administration an der University of Washington. Von 1994 bis 2004 war sie im Repräsentantenhaus von Washington Vertreterin für den 7. Wahlbezirk. Dort hatte sie 2002–2003 die Funktion des House Republican Leader (Fraktionsvorsitzende der Republikaner) inne.
Bei den Kongresswahlen des Jahres 2004 wurde sie als Kandidatin ihrer Partei in das US-Repräsentantenhaus gewählt, wo sie am 3. Januar 2005 ihr neues Mandat antrat. Da sie bei allen folgenden Wahlen, einschließlich der des Jahres 2022, wiedergewählt wurde, konnte sie ihr Amt 20 Jahre lang ausüben. Von 2009 bis 2013 bekleidete sie das Amt des Republican Conference Vice-Chair. Von 2013 bis 2019 war sie die Vorsitzende (Republican Conference Chair) der House Republican Conference. Sie war zwischenzeitlich Mitglied im Streitkräfteausschuss, im Ausschuss für Natürliche Ressourcen sowie im Ausschuss für Bildung und Arbeit. Später wurde sie Mitglied im Ausschuss für Energie und Handel, dem sie ab dem 117. Kongress der Vereinigten Staaten als ranking member der Republikaner angehörte. Im Februar 2024 gab sie bekannt, bei den folgenden Wahlen nicht für eine weitere Amtszeit zu kandidieren. Mit dem Ende ihrer zehnten Legislaturperiode zum 3. Januar 2025 schied Rodgers aus dem Kongress aus.
Im Dezember 2016 gab der designierte US-Präsident Donald Trump bekannt, Rodgers als Innenministerin in sein Kabinett holen zu wollen. Die Stelle wurde jedoch an Ryan Zinke vergeben, der das Amt bis Ende 2018 führte.
Am 5. August 2006 heiratete Cathy McMorris den ehemaligen Commander (Vergleichbar mit dem Rang Fregattenkapitän) der Navy Brian Rodgers. Am 29. April 2007 wurde ihr Sohn Cole geboren. Damit war sie die fünfte Frau in der Geschichte, die während ihrer Amtszeit als Kongressabgeordnete ein Baby bekam. Bei dem Kind wurde das Down-Syndrom diagnostiziert. McMorris Rodgers ist evangelikale Christin.

### Ausschüsse
McMorris Rodgers war Mitglied im folgenden Ausschuss des Repräsentantenhauses:
- Committee on Energy and Commerce (Vorsitz)